# Heves vármegyei 3. sz. országgyűlési egyéni választókerület
A Heves vármegyei 3. számú országgyűlési egyéni választókerület egyike annak a 106 választókerületnek, amelyre a 2011. évi CCIII. törvény Magyarország területét felosztja, és amelyben a választópolgárok egy-egy országgyűlési képviselőt választhatnak. A választókerület nevének szabványos rövidítése: Heves 03. OEVK. Székhelye: Hatvan

## Területe
A választókerület az alábbi településeket foglalja magába:
1. Adács
2. Apc
3. Atkár
4. Boconád
5. Boldog
6. Csány
7. Ecséd
8. Erdőtelek
9. Erk
10. Gyöngyöshalász
11. Hatvan
12. Heréd
13. Heves
14. Hevesvezekény
15. Hort
16. Karácsond
17. Kerekharaszt
18. Kisköre
19. Lőrinci
20. Ludas
21. Nagyfüged
22. Nagykökényes
23. Nagyréde
24. Nagyút
25. Pély
26. Petőfibánya
27. Rózsaszentmárton
28. Szűcsi
29. Tarnabod
30. Tarnaméra
31. Tarnaörs
32. Tarnaszentmiklós
33. Tarnazsadány
34. Tenk
35. Vámosgyörk
36. Visznek
37. Zagyvaszántó
38. Zaránk

## Országgyűlési képviselője
| Név         | Párt                                         | Párt        | Terminus | Megjegyzés                                   |
| ----------- | -------------------------------------------- | ----------- | -------- | -------------------------------------------- |
| Szabó Zsolt |                                              | Fidesz-KDNP | 2014 –   | A 2014-es országgyűlési választás eredménye: |
| Szabó Zsolt | A 2018-as országgyűlési választás eredménye: | Fidesz-KDNP | 2014 –   |                                              |
| Szabó Zsolt | A 2022-es országgyűlési választás eredménye: | Fidesz-KDNP | 2014 –   |                                              |

## Demográfiai profilja
| Iskolai végzettség                | Iskolai végzettség               | Iskolai végzettség | Iskolai végzettség | Iskolai végzettség |
| --------------------------------- | -------------------------------- | ------------------ | ------------------ | ------------------ |
|                                   |                                  |                    |                    | fő                 |
| Általános iskolát nem végezte el  | Általános iskolát nem végezte el |                    | 2191               | 2191               |
| Általános iskola                  | Általános iskola                 |                    | 19490              | 19490              |
| Szakmunkás                        | Szakmunkás                       |                    | 21984              | 21984              |
| Érettségi                         | Érettségi                        |                    | 24830              | 24830              |
| Diploma                           | Diploma                          |                    | 10095              | 10095              |
| A 2022. évi népszámlálás szerint. |                                  |                    |                    |                    |

A Heves vármegyei 3. sz. választókerület lakónépessége 2022. október 1-jén 96 879 fő volt. A 2011-es és a 2022-es népszámlálás között 4539 fővel csökkent a választókerület lakosság száma. A választókerületben a korösszetétel alapján a legtöbben a középkorúak élnek 33 761 fővel, míg a legkevesebben az időskorúak 18 289 fővel. A választókerület lakosságának a 81,8%-nál van internet elérési lehetőség.
A legmagasabb befejezett iskolai végzettség szerint az érettségi végzettséggel rendelkezők élnek a legtöbben 24 830 fő, utánuk a következő nagy csoport a szakmunkások 21 984 fővel.
Gazdasági aktivitás szerint a lakosság közel fele foglalkoztatott 45 390 fő, második legjelentősebb csoport az inaktív keresők, akik főleg nyugdíjasok 23 836 fővel.
A választókerület legjelentősebb nemzetiségi csoportja a cigány 2586 fő, illetve a német 265 fő. Magyar állampolgársággal nem rendelkező külföldi állampolgárok aránya 1%.
Vallási összetétel szerint a választókerületben lakók legnagyobb vallása a római katolikus (32 848 fő), valamint jelentős közösség még az evangélikusok (2511 fő). A vallási közösséghez nem tartozók száma szintén jelentős (9814 fő), a választókerületben a második legnagyobb csoport a római katolikus vallás után. 

## Országgyűlési választások

### 2014
A 2014-es országgyűlési választáson az alábbi jelöltek indultak:

### 2018
A 2018-as országgyűlési választáson az alábbi jelöltek indultak: